# O Sétimo
O Sétimo é o sétimo álbum de estúdio do cantor Sérgio Lopes, lançado pela gravadora Line Records em 1997 e relançado pela mesma em uma edição especial em 2011.
Neste disco, o cantor transforma em canções alguns relatos da Bíblia, como a história de Sansão ("Sansão e Dalila") e a passagem da crucificação de Jesus ("A Dor de Lázaro"), e ainda canta em espanhol três faixas extras e interpreta em hebraico uma versão do hit "O Lamento de Israel" ("Bney ya' Akov"), que lhe rendeu o troféu de melhor música do ano em 1998. O Sétimo também foi o primeiro disco de ouro de Sérgio Lopes, vendendo mais de 100 mil cópias em todo Brasil.
Em 2015, foi considerado, por vários historiadores, músicos e jornalistas, como o 54º maior álbum da música cristã brasileira, em uma publicação dirigida pelo Super Gospel. Mais tarde, foi eleito pelo mesmo portal o 22º melhor álbum da década de 1990.
| Críticas profissionais | Críticas profissionais |
| Avaliações da crítica  | Avaliações da crítica  |
| Fonte                  | Avaliação              |
| ---------------------- | ---------------------- |
| Super Gospel           | [ 6 ]                  |

## Faixas
Todas as músicas por Sérgio Lopes
| N.º | Título                | Duração |  |
| 1.  | "A dor de Lázaro"     | 04:28   |  |
| 2.  | "Quando eu chorar"    | 04:14   |  |
| 3.  | "Conclusões"          | 04:05   |  |
| 4.  | "Eu descobri o amor"  | 04:00   |  |
| 5.  | "O amigo mais amado"  | 03:23   |  |
| 6.  | "O rio da vida"       | 04:43   |  |
| 7.  | "Bney Ya’ Akov"       | 03:38   |  |
| 8.  | "Cuando Llore"        | 04:14   |  |
| 9.  | "O lamento de Israel" | 04:01   |  |
| 10. | "Sansão e Dalila"     | 05:45   |  |
| 11. | "Amado em Israel"     | 03:46   |  |
| 12. | "Como a corsa"        | 03:56   |  |
| 13. | "El Dolor de Lazaro"  | 04:27   |  |
| 14. | "Yo Descubri el Amor" | 04:03   |  |